# SG-V-6124
La SG-V-6124 es una carretera de la Red de Carreteras de la Diputación de Segovia en la provincia de Segovia (España), une la carretera SG-P-6121, y Cabanillas del Monte. Tiene una longitud de 0,4 km.

## Localidades que atraviesa

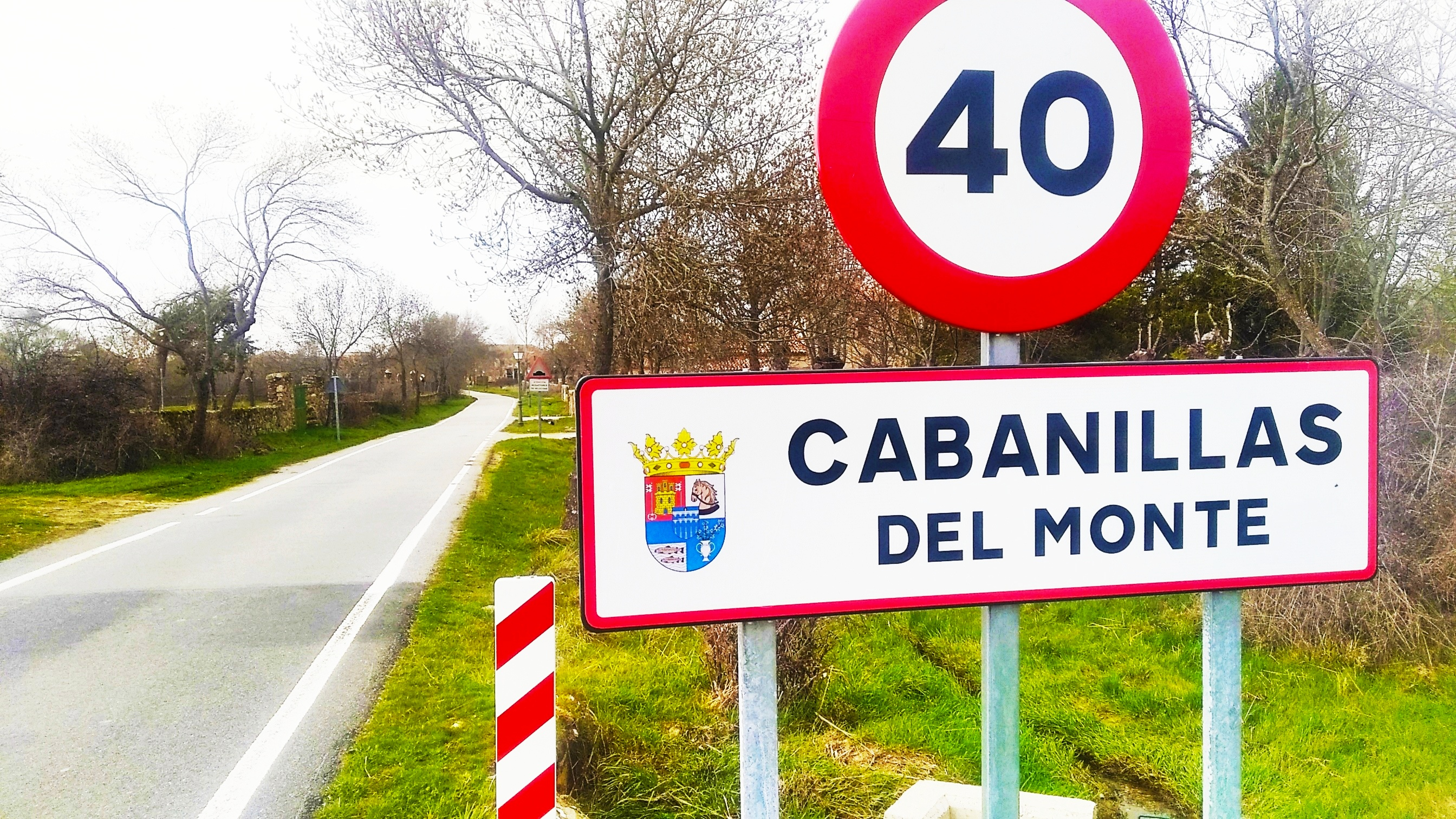
Señal que indica la entrada a la zona urbanizada

Cabanillas del Monte.

## Áreas de servicio y descanso
- Parque con agua potable a la entrada a la localidad.

## Recorrido
| SG-P-6121 - Plaza de San Miguel | SG-P-6121 - Plaza de San Miguel                            | SG-P-6121 - Plaza de San Miguel | SG-P-6121 - Plaza de San Miguel | SG-P-6121 - Plaza de San Miguel |
| Velocidad                       | Esquema                                                    | Nombre de Salida                | Carretera que enlaza            | Notas                           |
| ------------------------------- | ---------------------------------------------------------- | ------------------------------- | ------------------------------- | ------------------------------- |
|                                 |                                                            | Torrecaballeros, La Granja      | SG-P-6121                       |                                 |
|                                 | Acequia de Cabanillas                                      |                                 |                                 |                                 |
|                                 | CABANILLAS DEL MONTE                                       |                                 |                                 |                                 |
|                                 | Calle Torrecaballeros                                      |                                 |                                 |                                 |
|                                 | Calle Los Ranchos                                          |                                 |                                 |                                 |
|                                 | Parque de Cabanillas                                       |                                 |                                 |                                 |
|                                 | Calle de la Fuente Calle Luis Felipe Peñalosa Calle Dehesa |                                 |                                 |                                 |
|                                 | Plaza de San Miguel                                        |                                 |                                 |                                 |